# Eberhard von Varendorff

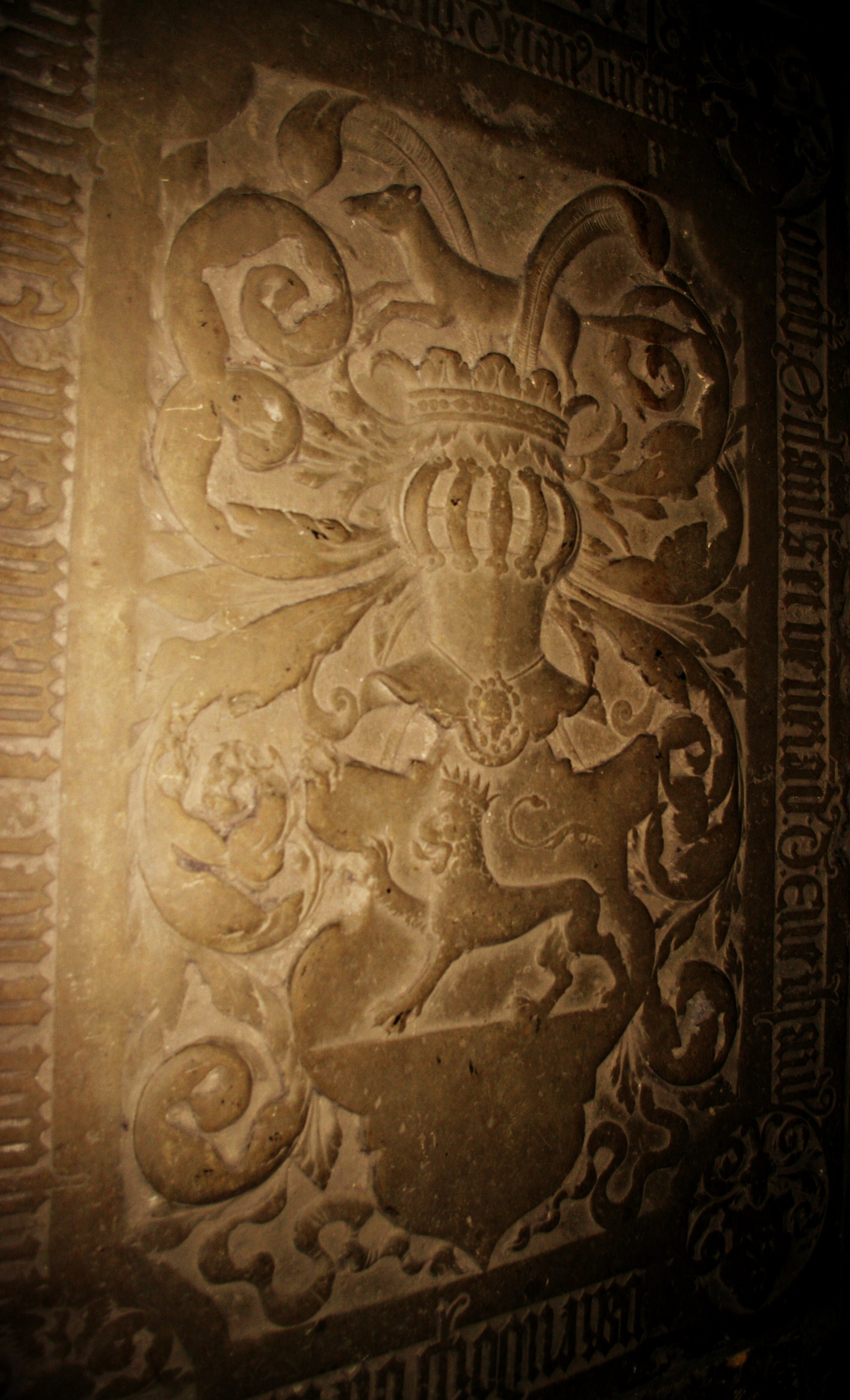
Grabstein des Eberhard v. Varendorff

Eberhard von Varendorff, auch Eberhard von Varendorf (* ca. 1530 in Milse; † 18. Oktober 1568 in Bremen) war geistlicher Würdenträger der Bistümer Bremen und Minden. Er war Propst des Bremer St.-Petri-Doms, des Landes Hadeln, der Klöster Wildeshausen, Zeven und Levern sowie Dechant der Stifte Herford und Enger.

## Leben
Eberhard von Varendorff wurde um das Jahr 1530 auf Gut Milse bei Bielefeld geboren. Er entstammte dem westfälischen Adelsgeschlecht der Herren von Varendorff. Sein Vater war der Ritter Jobst I. von Varendorff, Burgmann zur Sparrenburg, Lehnsmann der jülich-bergschen, später jülich-kleve-bergschen, Herzöge Wilhelm III. und Johann des Friedfertigen sowie Rat der Äbtissin von Herford, seine Mutter war Beata von Korff. Sein Bruder war der bremische Dompropst Ludolf von Varendorff. Im Jahre 1549 immatrikulierte sich Eberhard von Varendorff an der Universität Marburg und wurde anschließend Kanonikus zu Bremen und Hildesheim, später ebenso zu Minden und Wildeshausen, sowie erzbischöflich-bremischer Gesandter. Im Jahre 1567 erhielt er die Würde eines Scholastikers. Er hielt die Propsteiämter zu Bremen, Hadeln, Zeven, Levern und Wildeshausen sowie die Dechantei zu Herford und Enger. Am 18. Oktober 1568 starb Eberhard von Varendorff und wurde ursprünglich im Mittelschiff des Bremer Doms beigesetzt. Sein Grabmal, das mittig das Wappen der Herren von Varendorff führt, befindet sich heute in der Westkrypta des Bremer St. Petri Doms.